# Seiichirō Sakai
Pour les articles homonymes, voir Sakai (homonymie).
Sakai Seiichirō 堺 誠一郎; 11 septembre 1905 à Nagasaki - 3 juin 1993) est un écrivain japonais.

## Biographie
Sakai étudie la littérature à la célèbre université Waseda, mais ne termine cependant pas ses études. Au début de l'ère Shōwa il travaille comme écrivain pour le théâtre prolétarien. En 1933, il commence à travailler pour la maison d'édition Chūōkōronsha. En 1941, pendant la Seconde Guerre mondiale, il est - comme beaucoup de ses collègues - stationné dans la partie malaisienne de Borneo en tant qu'observateur. En 1942, il reçoit le prix Shinzaburō Iketani pour Hirono no kiroku (廣野の記録). Un an plus tard, il est promu à la tête du département. Il revient de la guerre au Japon en 1946.
Après la guerre, il travaille pour l'éditeur Sekai Hyōronsha (世界評論社) et de 1955 jusqu'en 1975 occupe le poste de chef du secrétariat de l'Association des écrivains japonais (日本文藝家協会, Nihon bungeika kyōkai. L'activité littéraire de Sakai est suspendue dans la période d'après-guerre. Ce n'est qu'en 1993, à l'âge de 88 ans, qu'il publie son ouvrage Bodaiju e no Michi.

## Titres (sélection)
- 1942 Hirono no kiroku (曠野の記録)
- 1943 Kinabaru no min kita boruneo kiroku (キナバルの民 北ボルネオ紀行)
- 1993 Bodaiju e no michi (菩提樹への道)

## Source de la traduction
- (de) Cet article est partiellement ou en totalité issu de l’article de Wikipédia en allemand intitulé « Sakai Seiichirō » (voir la liste des auteurs).